# Yongji (Jilin)
Yongji (永吉县,  Yǒngjí Xiàn) ist ein nordostchinesischer Kreis der bezirksfreien Stadt Jilin in der Provinz Jilin. Er hat eine Fläche von 2.624 km² und zählt 394.486 Einwohner (Stand: Zensus 2010). Sein Hauptort ist die Großgemeinde Kouqian (口前镇).

## Administrative Gliederung
Auf Gemeindeebene setzt sich der Kreis aus sieben Großgemeinden und zwei Gemeinden (davon eine der Mandschu) zusammen.